# Arrondissement de Diaroumé
L'arrondissement de Diaroumé est l'un des arrondissements du Sénégal. Il est situé dans le département de Bounkiling et la région de Sédhiou, en Casamance, dans le sud du pays.
Il a été créé par un décret du 10 juillet 2008.
Il compte trois communautés rurales :
- Communauté rurale de Diambati
- Communauté rurale de Faoune
- Communauté rurale de Diaroumé

Son chef-lieu est Diaroumé.